# Храстава
Храстава (чеш. Chrastava), бывш. Кратцау (нем. Kratzau) — город в Чехии.

## География
Город Храстава находится в северо-западной части Чехии, на территории Либерецкого края, западнее Изерских гор, в месте впадения реки Йержице в Нису-Лужицкую, на высоте 350 метров над у.м.

## История
Предположительно поселение на месте нынешней Храставы появилось в XIII столетии, когда король Чехии Пржемысл Отакар II начал в эту чешскую пограничную область привлекать переселенцев для её освоения. Впервые письменно упоминается в 1352 году под названием Craczauia. Первыми жителями Храставы были горняки из саксонского города Пирна, добывавшие здесь в горах медь, олово, свинец, серебро и золото. В XV веке город был занят гуситами, организовывавшими отсюда походы в Лужицы. В том же столетии на обоих берегах реки Йержице постепенно появились укреплённые крепостными стенами поселения.
В 1527 году Храстава получила городские права. После Тридцатилетней войны в городе на протяжении нескольких веков бурно развивается текстильная индустрия, а затем и машиностроение (преимущественно производство текстильных машин). Во время Второй мировой войны на местной фабрике боеприпасов Spreewerk Kratzau немцами производились гранаты. На этом предприятии работали заключенные из находившегося поблизости концлагеря Гросс-Розен. После окончания войны большая часть немецкого населения города была переселена в Германию (в 1948 году) так, что число жителей Храставы с 1945 по 1948 уменьшилось с 8 тыс. до 3 тыс. человек.
7 августа 2010 года в городе произошло наводнение.

## Население
| Год  | Численность | Численность |
| ---- | ----------- | ----------- |
| 1869 | 6680        | [ 5 ]       |
| 1880 | 6814        | [ 5 ]       |
| 1890 | 6781        | [ 5 ]       |
| 1900 | 6983        | [ 5 ]       |
| 1910 | 7671        | [ 5 ]       |
| 1921 | 6996        | [ 5 ]       |
| 1930 | 7264        | [ 5 ]       |
| 1950 | 4654        | [ 5 ]       |
| 1961 | 4807        | [ 5 ]       |
| 1970 | 4900        | [ 5 ]       |
| 1980 | 5200        | [ 5 ]       |
| 1991 | 5597        | [ 5 ]       |
| 2001 | 5944        | [ 5 ]       |
| 2014 | 6217        | [ 6 ]       |
| 2016 | 6213        | [ 7 ]       |
| 2017 | 6189        | [ 8 ]       |
| 2018 | 6224        | [ 9 ]       |
| 2019 | 6281        | [ 10 ]      |
| 2020 | 6298        | [ 11 ]      |
| 2021 | 6279        | [ 12 ]      |
| 2022 | 6260        | [ 13 ]      |
| 2023 | 6316        | [ 14 ]      |
| 2024 | 6340        | [ 3 ]       |

## Города-партнёры
- Айхштет
- Львувек-Слёнски